# Innocentius Ferrieri
Innocenzo (Innocentius) Ferrieri (Fano, 14 september 1810 – Rome, 13 januari 1887) was een Italiaans kardinaal.
Hij ontving de priesterwijding in 1834, en werd in 1841 benoemd tot vicesuperior van de Hollandse Zending in Den Haag. In 1847 werd hij titulair aartsbisschop van Side. Hij bekleedde vervolgens nog het ambt van nuntius van België, van het Koninkrijk der Beide Siciliën en van Portugal. Paus Pius IX verhief hem tot kardinaal in het consistorie van 13 maart 1868. Hij was concilievader tijdens het Eerste Vaticaans Concilie en nam deel aan het conclaaf van 1878 waar Leo XIII tot paus werd gekozen.
- International Standard Name Identifier: 0000 0003 9721 8534
- Nederlandse Thesaurus van Auteursnamen: 192700081
- SNAC: w6tf2qtz
- Virtual International Authority File: 292288105
- WorldCat: E39PBJt8kph49R44WQX8KcmDbd